# یو یونگ جه
یو یونگ جه (کره‌ای: 유영재؛ زادهٔ ۲۴ ژانویه ۱۹۹۴) که همچنین با نام یونگ‌جه نیز شناخته می‌شود، خواننده و بازیگر اهل کره جنوبی است. او فعالیت خود را به عنوان یک آیدل در گروه شش نفرهٔ بی. ای. پی زیر نظر تی‌اس انترتینمنت آغاز کرد، و در این گروه ووکالیست اصلی از سال ۲۰۱۲ تا انحلال آن در سال ۲۰۱۹ بود. او اولین مینی‌آلبوم خود را در سال ۲۰۱۹ به نام Fancy منتشر کرد.

## فیلم‌شناسی

### مجموعه تلویزیونی
| سال       | عنوان            | نقش              | توضیحات                    | منابع |
| --------- | ---------------- | ---------------- | -------------------------- | ----- |
| ۲۰۱۹      | کیم یک نابغه است | چون چا دول       |                            |       |
| ۲۰۱۹      | زن ۹٫۹ میلیاردی  | کیم سوک          |                            |       |
| ۲۰۲۰–۲۰۲۱ | آقای ملکه        | کیم هوان         |                            |       |
| ۲۰۲۱      | دانشگاه پلیس     | جو جون ووک       |                            | [ ۱ ] |
| ۲۰۲۲      | پاکسازی          | خویشاوند یونگ می | حضور افتخاری (قسمت ۱ و ۱۱) | [ ۲ ] |
| ۲۰۲۴      | تابستان زیبای ما | نا آ روم         |                            | [ ۳ ] |

### مجموعه اینترنتی
| سال  | عنوان           | نقش          | منابع       |
| ---- | --------------- | ------------ | ----------- |
| ۲۰۲۲ | Crush of Spring | جین گوم سونگ | [ ۴ ]       |
| ۲۰۲۲ | تقلیدگران       | هان یو سونگ  | [ ۵ ] [ ۶ ] |